# Romanian Open 2024 - Qualificazioni singolare
Le qualificazioni del singolare del Romanian Open 2024 sono state un torneo di tennis preliminare per accedere alla fase finale. I vincitori dell'ultimo turno sono entrati di diritto nel tabellone principale. In caso di ritiro di uno o più giocatori aventi diritto a questi sono subentrati gli alternate, coloro che vengono ammessi al tabellone principale a causa dell'assenza di un lucky loser che possa sostituire il giocatore ritirato.

## Teste di serie
1. Damir Džumhur (primo turno, ritirato)
2. Grégoire Barrère (qualificato)
3. Radu Albot (qualificato)
4. Valentin Vacherot (qualificato)

1. Giulio Zeppieri (primo turno)
2. Titouan Droguet (primo turno)
3. Filip Misolic (primo turno)
4. Benjamin Bonzi (ultimo turno, lucky loser)

## Qualificati
1. Carlos Taberner
2. Grégoire Barrère

1. Radu Albot
2. Valentin Vacherot

### Lucky loser
1. Benjamin Bonzi

## Tabellone

### Legenda
| - Q = Qualificato - WC = Wild card - LL = Lucky loser | - ALT = Alternate - SE = Special Exempt - PR = Protected Ranking | - w/o = Walkover - r = Ritirato - d = Squalificato |

### Sezione 1
|  | Primo turno | Primo turno     | Primo turno | Primo turno | Primo turno |  |  | Ultimo turno | Ultimo turno    | Ultimo turno    | Ultimo turno | Ultimo turno |  |
|  |             |                 |             |             |             |  |  |              |                 |                 |              |              |  |
|  | 1           | Damir Džumhur   | 3           | 0           | r           |  |  |              |                 |                 |              |              |  |
|  | Alt         | Carlos Taberner | 6           | 3           |             |  |  | Alt          | Carlos Taberner | Carlos Taberner | 6            | 6            |  |
|  |             | Zdeněk Kolář    | 6           | 3           | 6           |  |  |              | Zdeněk Kolář    | Zdeněk Kolář    | 2            | 3            |  |
|  | 5           | Giulio Zeppieri | 4           | 6           | 3           |  |  |              |                 |                 |              |              |  |

### Sezione 2
|  | Primo turno | Primo turno          | Primo turno          | Primo turno | Primo turno |  |  | Ultimo turno | Ultimo turno     | Ultimo turno     | Ultimo turno | Ultimo turno |  |
|  |             |                      |                      |             |             |  |  |              |                  |                  |              |              |  |
|  | 2           | Grégoire Barrère     | Grégoire Barrère     | 6           | 6           |  |  |              |                  |                  |              |              |  |
|  |             | Nicholas David Ionel | Nicholas David Ionel | 4           | 3           |  |  | 2            | Grégoire Barrère | Grégoire Barrère | 6            | 7            |  |
|  | WC          | Lucas Pouille        | Lucas Pouille        | 6           | 7           |  |  | WC           | Lucas Pouille    | Lucas Pouille    | 4            | 5            |  |
|  | 7           | Filip Misolic        | Filip Misolic        | 3           | 64          |  |  |              |                  |                  |              |              |  |

### Sezione 3
|  | Primo turno | Primo turno          | Primo turno          | Primo turno | Primo turno |  |  | Ultimo turno | Ultimo turno         | Ultimo turno         | Ultimo turno | Ultimo turno |  |
|  |             |                      |                      |             |             |  |  |              |                      |                      |              |              |  |
|  | 3           | Radu Albot           | Radu Albot           | 6           | 6           |  |  |              |                      |                      |              |              |  |
|  | Alt         | Cezar Crețu          | Cezar Crețu          | 3           | 4           |  |  | 3            | Radu Albot           | Radu Albot           | 7            | 6            |  |
|  | Alt         | Filip Cristian Jianu | Filip Cristian Jianu | 6           | 7           |  |  | Alt          | Filip Cristian Jianu | Filip Cristian Jianu | 64           | 4            |  |
|  | 6           | Titouan Droguet      | Titouan Droguet      | 4           | 64          |  |  |              |                      |                      |              |              |  |

### Sezione 4
|  | Primo turno | Primo turno       | Primo turno       | Primo turno | Primo turno |  |  | Ultimo turno | Ultimo turno      | Ultimo turno      | Ultimo turno | Ultimo turno |  |
|  |             |                   |                   |             |             |  |  |              |                   |                   |              |              |  |
|  | 4           | Valentin Vacherot | Valentin Vacherot | 6           | 6           |  |  |              |                   |                   |              |              |  |
|  | Alt         | Bogdan Pavel      | Bogdan Pavel      | 1           | 4           |  |  | 4            | Valentin Vacherot | Valentin Vacherot | 6            | 6            |  |
|  | WC          | Marius Copil      | Marius Copil      | 2           | 4           |  |  | 8            | Benjamin Bonzi    | Benjamin Bonzi    | 3            | 4            |  |
|  | 8           | Benjamin Bonzi    | Benjamin Bonzi    | 6           | 6           |  |  |              |                   |                   |              |              |  |